# Hamilton County (Florida)
Hamilton County is een county in de Amerikaanse staat Florida.
De county heeft een landoppervlakte van 1.333 km² en telt 13.327 inwoners (volkstelling 2000). De hoofdplaats is Jasper.

## Bevolkingsontwikkeling

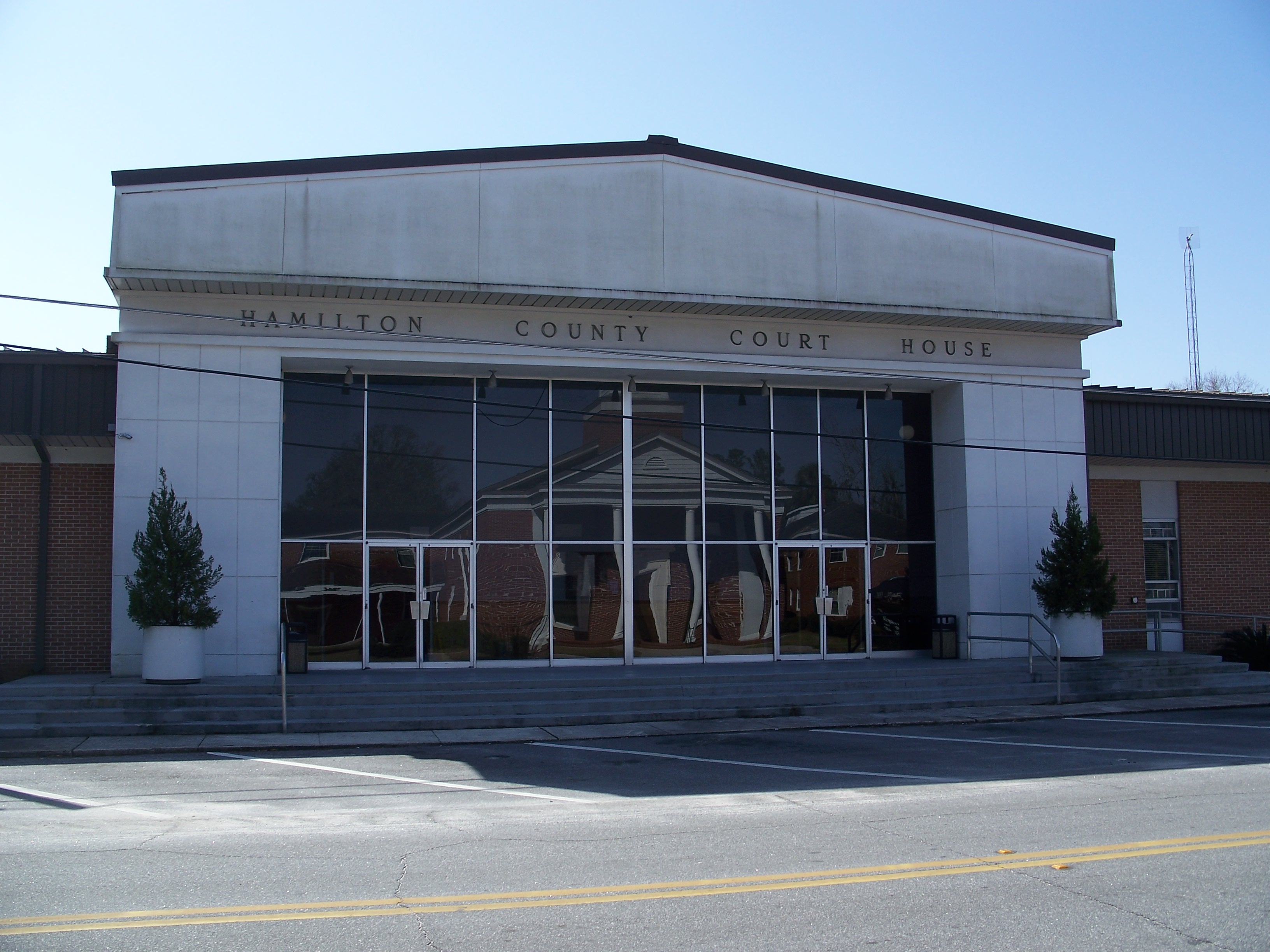
Hamilton County Courthouse